# 30 mm ADEN automatkanon
30 mm ADEN är en gasomladdad automatkanon av revolvertyp i 30 mm mellankaliber utvecklad av Armament Development Enfield och ursprungstillverkad av Royal Small Arms Factory i Storbritannien (efterträdare: Royal Ordnance, idag BAE Systems). Namnet ADEN är en akronym av Armament Development Enfield.
Konstruktionen är baserad på ritningar och prototyper av den Nazityska revolverkanonen 30 mm Mauser MK 213 som beslagtogs av de allierade i Tyskland under slutet av andra världskriget. Förutom brittiska ADEN kom Mausers konstruktion även att kopieras och färdigställas av Frankrike som 30 mm DEFA och av USA som 20 mm M39.
Vapnet är en så kallad revolverkanon, vilket betyder att den är försedd med ett roterande kammarstycke som har flera patronlägen. Detta i syfte att komma upp i mycket höga eldhastigheter. Kammarstycket har fem patronlägen. 

## Ammunition

### 30 x 86 mm Low Velocity
30 mm ADEN var ursprungligen kamrad för en 30 × 86 mm patron. Denna patron kom sedermera att kallas Patron Typ A (eller 30x86A) och hade en kort något avsmalnande hylsa utan flasknacke vilken var försedd med två stycken flänsar, en ovanför rillan och en nedanför rillan. År 1952 introducerades en ny patron kallad Patron Typ B (eller 30x86B), vilken hade en något större diameter på basflänsen.
Båda dessa patroner hade mycket låg mynningshastighet, cirka 610 meter per sekund och kom sedermera att få suffixet LV för Low Velocity (Låg Velocitet). Alla ADEN-varianter ska vara kapabla att skjuta denna ammunition så länge de är försedda med 'Mark 1' eldrör.

### 30 x 111 mm High Velocity

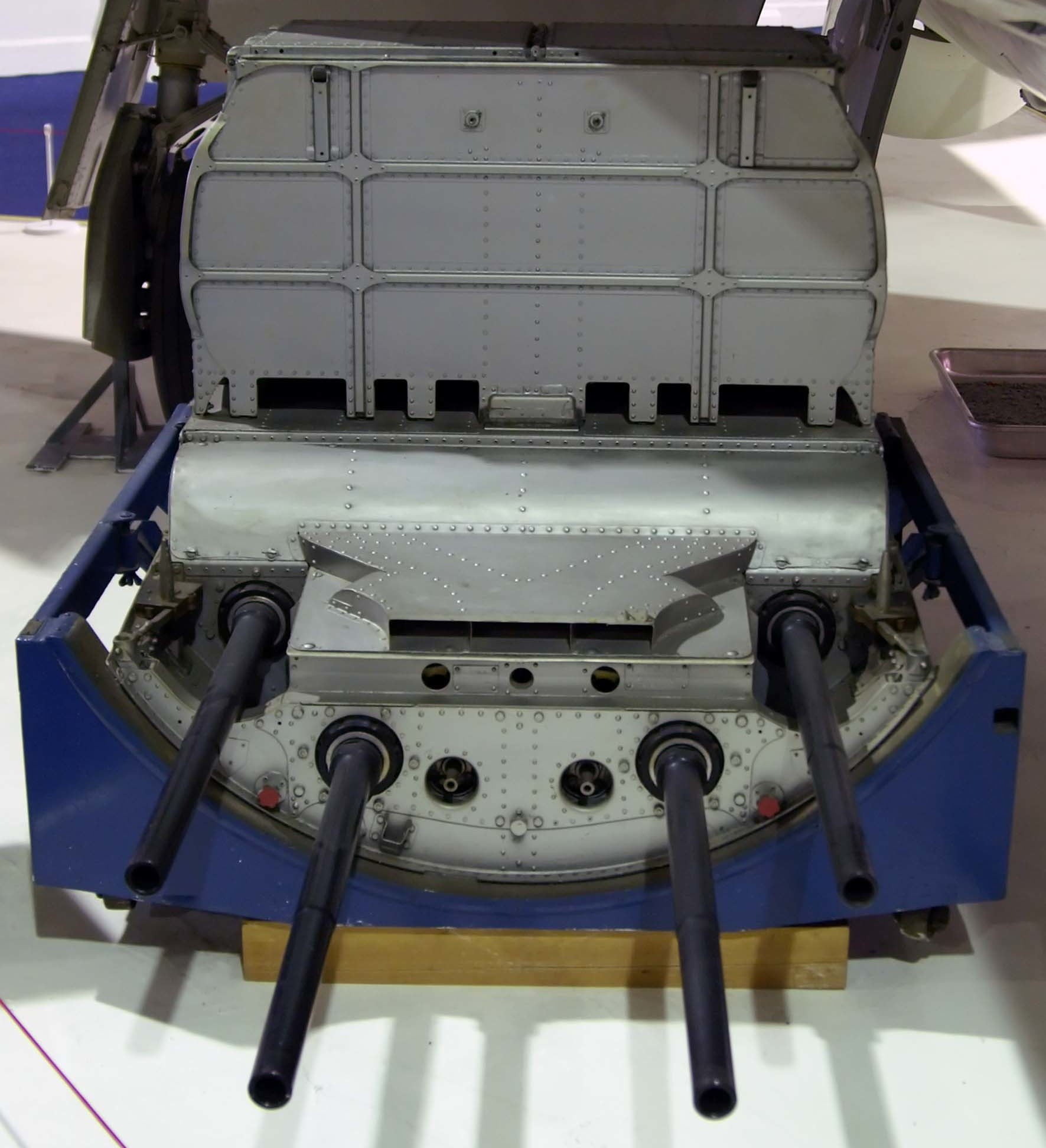
Installationen av fyra 30 mm ADEN automatkanoner i en vapenbalja tillhörandes en Hawker Hunter.

På grund av den låga mynningshastigheten hos Patron Typ A och Patron Typ B togs det fram ett antal försökspatroner kallade Patron Typ C och Patron Typ D som var försedd med längre hylsa för större drivladdning. Patron Typ C var försedd med en 30 × 120 mm hylsa medan Patron Typ D var försedd med en 30 × 111 mm hylsa. Efter diverse försök antogs Patron Typ D under namnet Patron Typ J som uppföljare till de tidigare Low Velocity-patronerna. Denna patron kom sedermera att kallas High Velocity (patronsuffix HV), för Hög Velocitet.
Trots den längre hylsan hade HV-patronen ungefär precis samma patronlängd som LV-patronerna (199 mm) då man kortat ned projektillängden. Detta i syfte att kunna använda den nya patronen i existerande vapen genom ett enkelt byte av eldrör.

### 30 x 113 mm High Velocity
Runt slutet av 1950-talet påbörjades ett samarbetsavtal mellan Storbritannien och Frankrike om att standardisera patronmått för deras 30 mm flygplanautomatkanoner. Som nämnt kom även Frankrike att kopiera Mausers revolverkonstruktion under namnet 30 mm DEFA, som då var mycket lik 30 mm ADEN. 30 mm DEFA var vid denna tidpunkt kamrad för patronen 30 x 97 mm B, även denna med en patronlängd av 199 mm.
Resultatet av detta samarbeta var att man skulle anta en ny patron med en hylslängd av 113 mm och en patronlängd av 199 mm. Denna fick sedermera namnet 30 x 113 mm B. Trots samarbetet kom emellertid flera aspekter i specifikationerna för prestanda att försummas, såsom kammartryck, den elektriska impulsen för eltändning samt bandlänksegenskaper, varav slutresultatet blev att brittisk och fransk 30 x 113 mm-ammunition inte var utbytbara med varandra. Förutom interna skiljaktigheter kom fransk 30 x 113 mm-ammunition att tillverkas med stålhylsa, till skillnad från brittisk 30 x 113 mm-ammunition som nästan alltid hade mässinghylsa.
Frankrike började utvecklade sin 30 x 113 mm-ammunition redan 1957 och kom först att brukas på 30 mm DEFA Typ 551. Första ADEN-varianten att använda 30 × 113 mm-ammunition var ADEN Mark 4.
Problemen med fransk och brittisk 30 x 113 mm-ammunition gjorde att Storbritannien aldrig antog patronen i något större förhållande och fortsatte att använda den likvärdiga patronen 30 x 111 mm som dessutom hade exporterats till flera olika länder, däribland Sverige.
I modern tid har 30 x 111 mm B dock antagits av den amerikanska krigsmakten för användning i automatkanonen 30 mm M230 chain gun som används på attackhelikoptern Boeing AH-64 Apache. Patronen säljs även av diverse företag för bruk i diverse ADEN-modeller.

## Sverige
30 mm ADEN antogs av det svenska flygvapnet år 1955 som flygplansbeväpning i och med köpet av J 34 Hawker Hunter. I Sverige betecknades vapnet 30 mm automatkanon m/55, kort 30 mm akan m/55, och kom att utgöra den fasta beväpningen på flygplan J 32 Lansen, J 34 Hawker Hunter och J 35 Draken.
I senare skede kom vapnet även att användas som förstärkningsbeväpning i en vapenkapsel tillverkad av FFV benämnd 30 mm akankapsel, vilket kom att användas på flygplan SK 60 och AJ 37 Viggen.

### Webbkällor
- ”ADEN 30 mm Cannon” (på engelska) (PDF). AEI Systems Ltd. http://www.navalsystems-tech.com/files/navalsystems/supplier_docs/ADEN%2030mm%20Cannon.pdf. Läst 5 mars 2017.
- ”Aden 30mm Gun” (på engelska). Arkiverad från originalet den 24 april 2017. https://web.archive.org/web/20170424092422/http://www.hawkerhunter.com/6787/. Läst 5 mars 2017.
- Infoskyllt till 30 mm akan m/55